# Andrews Creek
Koordinaten: 77° 37′ S, 163° 3′ O
Der Andrews Creek ist ein Schmelzwasserbach im ostantarktischen Viktorialand. Er fließt in südlicher Richtung entlang des Ostrands des Kanada-Gletschers in das westliche Ende des Fryxellsees im Taylor Valley.
Seinen Namen erhielt er auf Vorschlag der US-amerikanischen Hydrologin Diane Marie McKnight, Leiterin der Mannschaft des United States Geological Survey, welche zwischen 1987 und 1994 das Flusssystem des Fryxellsees im Taylor Valley untersuchte. Namensgeber ist der US-amerikanische Hydrologe Edmund Andrews, der von 1987 bis 1988 und von 1991 bis 1992 Studien zur Gletscherhydrologie in diesem Gebiet durchführte.